# Óscar Villarreal
Óscar Eduardo Villarreal (San Nicolás de los Garza, Nuevo León; 22 de noviembre de 1981) es un ex beisbolista mexicano que juega como lanzador.

## Carrera

### Arizona Diamondbacks
Fue fichado por los Diamondbacks como agente libre amateur en 1998. Al año siguiente, debutó como profesional con los Diamondbacks de la Liga de Novatos de Arizona. En 1999, ocupó el segundo lugar del equipo en entradas lanzadas (64.1), juegos iniciados (11) y ponches (51).
Villarreal comenzó la temporada 2000 con los Tucson Sidewinders de Triple A. Tras descender a los South Bend Silver Hawks de Clase A , tuvo un récord de 1-0 con una efectividad de 1.66. Fue enviado de regreso a Tucson en la Liga de Novatos poco antes de ascender a la Clase A High Desert, donde terminó la temporada. En High Desert, tuvo un récord de 0-1 con una efectividad de 2.70.
Villarreal jugó toda la temporada 2001 con los Diablos de El Paso de Doble A , donde registró un récord de 6-9 con una efectividad de 4.41 y 108 ponches. Comenzó la temporada 2003 en El Paso, donde acumuló una efectividad de 3.74 con un récord de 6-3 en victorias y derrotas. El 11 de julio, regresó a los Sidewinders, donde tuvo un récord de 3-3 con una efectividad de 4.36. En total, registró 125 ponches, la mayor cantidad en su carrera en las Ligas Menores (85 en El Paso, 40 en Tucson).
En 2003, se ganó un lugar en el roster de los D'backs. Hizo su debut el 31 de marzo y lideró a todos los novatos de la MLB en juegos lanzados (86) y efectividad (2.57). Sus 86 juegos lanzados también establecieron un nuevo récord para novatos. Terminó segundo en la liga en juegos lanzados por Paul Quantrill y también empató el récord de los Diamondbacks de Brandon Webb en victorias para un novato. Sin embargo, el 5 de junio, Villarreal sufrió una lesión cuando una línea del bate de Frank Thomas lo golpeó en la espinilla. Abandonó el juego y estuvo fuera durante 5 días. Regresó al equipo el 10 de junio contra los Kansas City Royals. El 23 de junio, se lesionó nuevamente, luego de que una línea bateada por Craig Biggio lo golpeó en el pecho, pero no abandonó el juego. Villarreal regresó para lanzar 15.1 entradas sin permitir carreras en julio, y el 10 de septiembre rompió el récord de novatos en juegos lanzados al participar en su 79.º juego.
Villarreal se perdió la mayor parte de 2004 debido a una lesión en el codo y a una posterior cirugía. Apareció en el Día Inaugural contra los Rockies y no permitió carreras. En abril, registró 15 ponches en 12.1 entradas, con solo un boleto. Villarreal fue colocado en la lista de lesionados el 10 de mayo por una distensión en el flexor derecho. Tras jugar en rehabilitación con los Tucson Sidewinders en julio, los médicos le realizaron una resonancia magnética del codo el 6 de agosto y determinaron que necesitaría una transposición nerviosa que le pondría fin a la temporada.
Villarreal regresó en 2005 y terminó con otra temporada acortada por una lesión en el brazo. Comenzó el año con Triple-A Tucson antes de ser llamado de vuelta a las Grandes Ligas el 9 de abril. Lanzó 1.2 entradas en blanco el 9 de abril y abandonó el siguiente juego contra Los Angeles Dodgers con dolor en el hombro derecho. Se lesionó el manguito rotador, y la lesión lo dejó en la lista de lesionados hasta el 2 de septiembre. En su primer juego de regreso en las mayores, permitió un jonrón. Ganó un juego el 17 de septiembre, que fue su primera victoria en las Grandes Ligas desde el 25 de septiembre de 2003. Villarreal terminó la temporada con 2 victorias y ninguna derrota, 5 ponches y una efectividad de 5.27.

### Atlanta Braves
El 7 de diciembre de 2005, Villarreal y su compañero lanzador Lance Cormier fueron traspasados a los Atlanta Braves por el receptor Johnny Estrada. En su primer año con los Bravos, Villarreal tuvo un récord de 9-1 con 55 ponches y una efectividad de 3.61 en 58 juegos.

### Houston Astros
El 16 de noviembre de 2007, fue traspasado a los Houston Astros por el jardinero Josh Anderson. El 28 de diciembre, los Astros firmaron a Villarreal con un contrato de dos años por un valor de $2.85 millones, con una opción del club para 2010. Después de ser designado para asignación, el propio beisbolista rechazó una asignación de ligas menores y se convirtió en agente libre.

### Seattle Mariners
Firmó un contrato de ligas menores con los Seattle Mariners y fue asignado a su filial Triple-A, los Tacoma Rainiers , el 22 de julio de 2008. Fue liberado después de unas semanas debido a su deseo de convertirse en agente libre y firmar en otro lugar.

### Colorado Rockies
El 16 de agosto, Villarreal firmó un contrato de ligas menores con los Colorado Rockies y fue asignado a la Triple A de Colorado Springs. Se convirtió en agente libre al final de la temporada.

### Kansas City Royals
El 17 de diciembre de 2008, firmó un contrato de ligas menores con los Kansas City Royals. El 28 de enero de 2009, fue liberado por los Royals.

### Philadelphia Phillies
Después de perderse todo el 2009 debido a una cirugía Tommy John, firmó el 4 de febrero de 2010 un contrato de Ligas Menores con los Philadelphia Phillies. Jugó para su equipo AAA, los Lehigh Valley IronPigs.

### Los Angeles Dodgers
El 23 de noviembre de 2010, firmó un contrato de ligas menores con Los Angeles Dodgers, que incluía una invitación a los entrenamientos de primavera. Comenzó la temporada en AAA con los Isótopos de Albuquerque pero el 11 de abril, Villarreal fue cedido a los Sultanes de Monterrey de la Liga Mexicana de Béisbol.

### Baltimore Orioles
Villarreal firmó un contrato de ligas menores con la organización de Baltimore Orioles para la temporada 2012.

### Boston Red Sox
A finales de 2012, firmó un contrato de ligas menores con los Boston Red Sox con invitación a los entrenamientos de primavera y fue asignado a AAA Pawtucket. Registró un récord de 4-2 y una efectividad de 4.44 en 14 apariciones como relevista para los PawSox antes de ser liberado el 6 de junio de 2013.

## Vida personal
Villarreal tiene cuatro hijos (tres varones y una mujer) con su esposa Claudia. La familia reside en Monterrey, Nuevo León.